# Anar Dara (huyện)
Anar Dara là một huyện thuộc tỉnh Farah, Afghanistan. Dân số thời điểm năm 1999 là 22,012 người.